# Głuchów (Siedlce)
Pour les articles homonymes, voir Głuchów.
Głuchów (prononciation : [ˈɡwuxuf]) est un village polonais de la gmina de Mordy dans le powiat de Siedlce de la voïvodie de Mazovie dans le centre-est de la Pologne.
Il se situe à environ 3 kilomètres à l'est de Mordy (siège de la gmina), 20 kilomètres à l'est de Siedlce (siège de le powiat) et à 106 kilomètres à l'est de Varsovie (capitale de la Pologne).
Le village comptait approximativement une population de 246 habitants en 2010.

## Histoire
De 1975 à 1998, le village appartenait administrativement à la voïvodie de Siedlce.

Depuis 1999, il appartient administrativement à la voïvodie de Mazovie